# Orfeó
Un orfeó és una agrupació coral d'entitats mogudes per un esperit amateur i amb dedicació no específica. Inicialment, designà les societats corals integrades exclusivament per elements barons, però de seguida obrí les portes a ambdós sexes. El paper d'aquestes organitzacions fou decisiu en el renaixement coral i en la vida musical catalana.

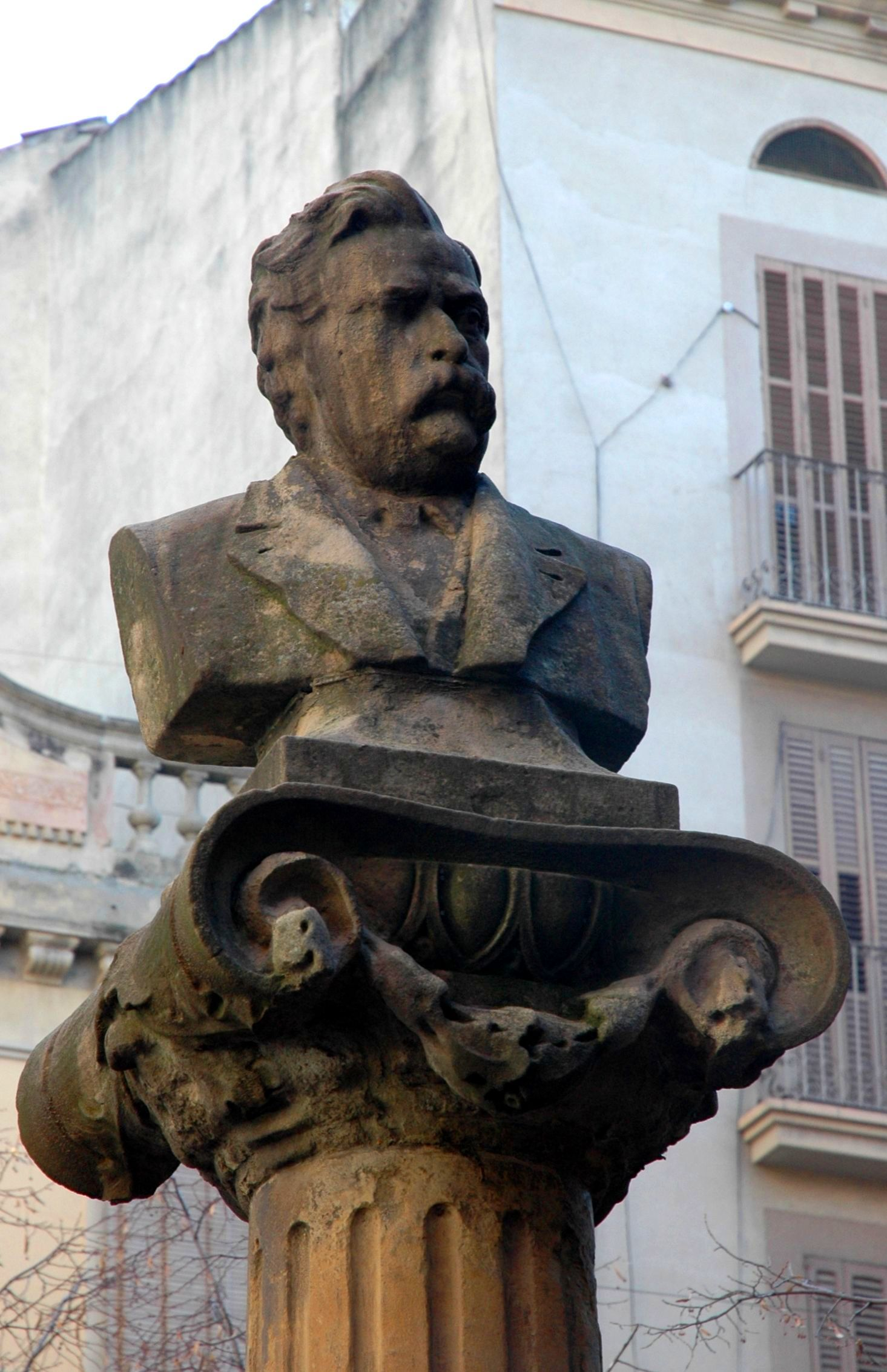
Estàtua de Josep Anselm Clavé i Camps a la plaça que porta el seu nom a Manresa

Els orfeons han tingut una importància excepcional als Països Catalans, on aparegueren vers el darrer terç del segle xix, inspirats en les corals fundades a França, després de la Revolució, i poc abans o al mateix temps dels cors agrupats dins de la Societat Coral Euterpe creada per Josep Anselm Clavé i que habitualment han estat coneguts com els cors d'en Clavé. Quasi totes les poblacions del Principat i un gran nombre de les del País Valencià i de les Illes Balears han tingut llur orfeó.
Els primers que es varen fundar foren l'Orfeó Barcelonès (1853) i l'Orfeó Lleidatà (1861) i Posteriorment anaren apareguen un gran nombre d'agrupacions similars, entre d'altres, l'Orfeó Maonès (1890), l'Orfeó Català (1891), l'Orfeó Mallorquí (1899), l'Orfeó de Sants (1900), l'Orfeó Gracienc (1903), l'Orfeó de Sabadell (1904), l'Orfeó Badaloní, l'Orfeó l'Harpa d'Inca (1920), l'Orfeó Atlàntida (1926), Orfeó de Música Eivissenc (1930), l'Orfeó de Les Corts, l'Orfeó Enric Morera de Sant Just Desvern, l'Orfeó Laudate i l'Orfeó Núria de Barcelona, l'Orfeó Mataroní, l'Orfeó Manresà (1901), l'Orfeó de Sallent, l'Orfeó Tarragoní, l'Orfeó Tortosí, l'Orfeó Universitari i l'Orfeó del Micalet, l'Orfeó de València, i l'Orfeó Republicà Balear. I així gairebé tots els pobles tingueren el seu. A més de les poblacions, moltes universitats van fundar el seu orfeó, com per exemple l'Orfeó Universitari de València, en 1947.
L'any 1917 es va crear la Germanor dels Orfeons de Catalunya, institució de la Mancomunitat. L'any 1930 se celebrà a Montjuïc el Festival dels Orfeons de la Germanor, amb una nodrida participació, i el 1934, amb motiu de les festes commemoratives de la República, se celebrà a Barcelona una reunió dels orfeons de la ciutat, amb més de tres mil cantaires. Després de la guerra civil, va caldre esperar fins a mitjan anys cinquanta per recuperar la vitalitat del moviment orfeonístic. L'any 1960 es constituí el Secretariat dels Orfeons de Catalunya, que el 5 de juny de 1982 es convertí a Manresa en la Federació Catalana d'Entitats Corals. Actualment són inscrits en aquesta entitat una seixantena d'orfeons.

## Senyeres i himnes
La gran majoria dels orfeons tenen una bandera (també anomenada senyera, ensenya o estendard) que els acompanya en les seves actuacions, presidint-les. És especialment rellevant la Senyera de l'Orfeó Català. Destaquen així mateix l'estendard de l'Orfeó Feliuà (dissenyat per Antoni Gaudí), el de l'Orfeó Barcelonès (conservat al MUHBA) o els de l'Orfeó Atlàntida i l'Orfeó Laudate, entre molts altres.
Són igualment nombrosos els orfeons que tenen himne propi o que han adoptat alguna cançó d'especial significació com a himne. El Cant de la Senyera és l'himne de l'Orfeó Català.